# الذات بين الوجود والإيجاد
الذات بين الوجود والإيجاد هو كتاب فكري-فلسفي من تأليف المفكر المغربي بنسالم حميش، صدر لأول مرة عن المركز الثقافي للكتاب 2019. وقد حصل الكتاب على جائزة الشيخ زايد للكتاب عام 2019. يُعتبر الكتاب من أبرز الأعمال التي تدمج بين السيرة الذاتية والبحث الفلسفي والتأمل الثقافي في العالم العربي الحديث.

## نبذة
يطرح كتاب الذات بين الوجود والايجاد رؤية نقدية للتراث الإسلامي والفكر الغربي الحديث في آنٍ معًا، ساعيًا إلى تفكيك الموروث الفلسفي والديني واستعادة سؤال المعنى داخل ثقافة معاصرة.ينطلق حميش من قناعة بأن الفكر العربي الراهن يعيش اغترابًا مزدوجًا: اغتراب عن تراثه الحي، واغتراب داخل منظومات الاستلاب الحداثي. ومن ثم، يتناول في هذا العمل مفاهيم مركزية مثل: "الوجود"، "الإيجاد"، "العقل"، "الجوهر"، "الماهية"، "الوحي"، "الحرية"، و"الهوية"، في ضوء مقاربات نقدية وتأويلية تستند إلى التراث الإسلامي والفكر الغربي معًا. يستعرض حميش إسهامات فلاسفة كبار مثل ابن رشد، الغزالي، ابن عربي، وابن خلدون، ليقارنها بمقاربات هيغل، كانط، هايدغر، نيتشه، فوكو، ودريدا، مُسائلًا إياها في ضوء الأسئلة الوجودية الكبرى. وبذلك، يطمح إلى بناء فكر حداثي ينبت من أرضية الثقافة العربية الإسلامية دون استنساخ مفاهيم الحداثة الغربية.

## فصول الكتاب
المقدمة : سؤال السيرة الذاتية،
الفصل الأول: "قطع حياتية"
الفصل الثاني: "أوجد في فضائي أدبياً"
الفصل الثالث: "أوجد في فضائي فكرياً"
الفصل الرابع: "أوجد في فضائي لغوياً"
الفصل الخامس: "أوجد في فضائي ثقافياً"
تذييل : سجالاتي
خاتمة عامة :في التحرير الذاتي.

## الخلفية والمنهج
يندرج هذا العمل ضمن المسار الفلسفي الذي سار عليه بنسالم حميش في أعماله الأخرى . ويشكّل جزءًا من مشروعه الذي يروم إعادة الاعتبار للعقل العربي، دون التورط في مقولات الأصالة أو التبعية، وهو ما جعله يتقاطع نقديًا مع مشاريع مفكرين مغاربة كبار مثل عبد الله العروي ومحمد عابد الجابري. يستخدم حميش في هذا العمل منهجًا فلسفيًا تأويليًا يتقاطع مع التفكيك، مبرزًا تداخل النصوص والمفاهيم من زوايا متعددة. ويبدو تأثره واضحًا بالفكر الهرمينوطيقي الغربي، من خلال تحليله لخطاب الفلاسفة والمتكلمين والمتصوفة، بعيدًا عن التبجيل أو الرفض المطلق. يعتمد حميش على مفاهيم مثل "الاختلاف"، و"الغيرية"، و"التاريخانية"، دون أن يقطع الصلة بجوهر السؤال الديني في سياقه الإسلامي، ما يجعله يمارس تفكيره بين تخوم العقلانية والروحانية.

## نقد
نال الكتاب اهتمامًا معتبرًا في الأوساط الفلسفية والثقافية في المغرب والمشرق العربي، واعتُبر مساهمة نوعية في تجديد فلسفة الدين وفلسفة الذات داخل الفكر العربي الحديث. وقد تم اقتباس فصول منه في أطروحات جامعية، كما تُرجم جزء منه إلى اللغة الفرنسية ضمن مجلة *Présence Philosophique* بباريس سنة 2017. ورأى الناقد المغربي سعيد بنكراد أن الكتاب يمثل لحظة انتقال في فكر حميش من "النقد الثقافي" إلى "الفلسفة التأويلية"، حيث تتداخل فيه مباحث الأنطولوجيا والأنثروبولوجيا الفلسفية بشكل عضوي. بينما وصفه شعيب الأعرج في مقال صحفي بأنه "تمرين فكري نادر في مشهد يهيمن عليه الخطاب التقريري"، مشيدًا بجرأته في مساءلة المفاهيم دون ادعاء الحسم. قال إدريس الخضراوي وهو باحث ناقد مغربي، إنّ لبنسالم حميش أسلوبا خاصا في الكتابة الفكرية والأدبية، وأضاف أنّ عمل “الذّات بين الوجود والإيجاد” يُعَزِّزُ الخط الفكري والجمالي، الذي استطاع أن يجترحه حميش في المشهدين الأدبيين المغربي والعربي، وهو “سيرة موضوعاتية ذهنية فكرية، ومراجعة انتقائية للماضي،أما عبد السلام بنعبد العالي فيعتبر أن حميش يتأرجح في عمله هذا بين التوفيق والتفكيك، دون أن يحسم موقفه تجاه الصوفية أو الحداثة، ما يُضعف في نظره الإطار المفاهيمي العام للكتاب. كما أشار عبد الحق العلمي إلى أن كثرة الإحالات المرجعية قد تجعل القارئ العام في حالة من التيه، إذا لم يكن متمكنًا من الفكرين الغربي والإسلامي معًا، لكنه أكد أن الكتاب يشكّل علامة مميزة في فكر حميش.

## طبعات وترجمات
* الطبعة الأولى: المركز الثقافي للكتاب 2019.
* ترجمة فرنسية جزئية: مجلة Présence Philosophique، باريس، العدد 57، سنة 2017.

## جوائز
نال الكتاب جائزة جائزة الشيخ زايد للكتاب في فرع الآداب عام 2019، نظرًا لغناه الفكري وأسلوبه التجريبي في السرد والتأمل.